# 초도초등학교
초도초등학교는 대한민국 전라남도 여수시에 있었던 공립 초등학교이다.

## 학교 연혁
- 1936년 12월 19일: 설립인가
- 1937년 5월 1일: 초도사립보통학교 개교
- 1946년 10월 19일: 초도공립국민학교 승격
- 1959년 10월 24일: 의성, 진막분교 설립
- 1968년 3월 2일: 의성,진막초등학교 개교 분리
- 1985년 3월 1일: 의성, 진막, 손죽, 소거문, 평도, 광도분교 편입
- 1991년 2월 28일: 평도, 광도분교장 폐교
- 1999년 3월 1일: 소거문, 평도, 광도 본교에 통합
- 1999년 9월 1일: 의성분교 본교에 통합
- 2009년 3월 1일: 진막분교 본교에 통합
- 2017년 8월 31일: 폐교[1]

## 참고 자료
- 초도초등학교 - 한국교육학술정보원 학교알리미